# Alemania en los Juegos Olímpicos de Barcelona 1992
Alemania estuvo representada en los Juegos Olímpicos de Barcelona 1992 por un total de 463 deportistas que compitieron en 26 deportes. En esta edición se presentó por primera vez el equipo de la  reunificada, tras la desaparición de la RDA y la integración de su Comité Olímpico en el Comité Olímpico de la RFA, aunque en tres ediciones anteriores (Melbourne 1956, Roma 1960 y Tokio 1964) ya se habían presentado ambos países conjuntamente.
El portador de la bandera en la ceremonia de apertura fue el palista Manfred Klein.

## Medallistas
El equipo olímpico alemán obtuvo las siguientes medallas:
| Atleta | Deporte               | Competición                    |
| --- | --------------------- | ------------------------------ |
| Oro |                       |                                |
| Dieter Baumann | Atletismo             | 5000 m M                       |
| Heike Henkel | Atletismo             | Salto de altura F              |
| Heike Drechsler | Atletismo             | Salto de longitud F            |
| Silke Renk | Atletismo             | Jabalina F                     |
| Andreas Tews | Boxeo                 | Pluma (57 kg) M                |
| Torsten May | Boxeo                 | Pesado (91 kg) M               |
| Jens Fiedler | Ciclismo en pista     | Velocidad ind. M               |
| Guido Fulst Jens Lehmann Stefan Steinweg Michael Glöckner                                                                                             | Ciclismo en pista     | Persecución por eqs. M         |
| Petra Rossner | Ciclismo en pista     | Persecución ind. F             |
| Bernd Dittert Christian Meyer Uwe Peschel Michael Rich                                                                                                | Ciclismo en ruta      | Ruta por eqs. M                |
| Alexander Koch Ulrich Schreck Thorsten Weidner Udo Wagner                                                                                             | Esgrima               | Florete por eqs. M             |
| Elmar Borrmann Robert Felisiak Uwe Proske Arnd Schmitt                                                                                                | Esgrima               | Espada por eqs. M              |
| Ronny Weller | Halterofilia          | 110 kg M                       |
| Ludger Beerbaum (Classic Touch) | Hípica                | Saltos ind.                    |
| Nicole Uphoff (Rembrandt) | Hípica                | Doma ind.                      |
| Isabell Werth (Gigolo) Klaus Balkenhol (Goldstern) Nicole Uphoff (Rembrandt) Monica Theodorescu (Grunox)                                              | Hípica                | Doma por eqs.                  |
| Equipo | Hockey sobre hierba   | Torneo M                       |
| Maik Bullmann | Lucha grecorromana    | 90 kg M                        |
| Dagmar Hase | Natación              | 400 m libre F                  |
| Torsten Gutsche Kay Bluhm | Piragüismo            | K2 500 m M                     |
| Torsten Gutsche Kay Bluhm | Piragüismo            | K2 1000 m M                    |
| Oliver Kegel Thomas Reineck Mario von Appen André Wohllebe                                                                                            | Piragüismo            | K4 1000 m M                    |
| Ulrich Papke Ingo Spelly | Piragüismo            | C2 1000 m M                    |
| Birgit Fischer | Piragüismo            | K1 500 m F                     |
| Anke Nothnagel Ramona Portwich | Piragüismo            | K2 500 m F                     |
| Elisabeth Micheler | Piragüismo en eslalon | K1 F                           |
| Thomas Lange | Remo                  | Scull ind. (M1X) M             |
| Andreas Hajek Michael Steinbach Stephan Volkert André Willms                                                                                          | Remo                  | Cuatro scull (M4X) M           |
| Kerstin Müller Kristina Mundt Birgit Peter Sybille Schmidt                                                                                            | Remo                  | Cuatro scull (W4X) F           |
| Kathrin Boron Kerstin Köppen | Remo                  | Doble scull (W2X) F            |
| Boris Becker Michael Stich | Tenis                 | Dobles M                       |
| Ralf Schumann | Tiro                  | Pistola rápida de fuego 25 m M |
| Michael Jakosits | Tiro                  | Blanco móvil 10 m M            |
| Plata |                       |                                |
| Jürgen Schult | Atletismo             | Disco M                        |
| Marco Rudolph | Boxeo                 | Ligero (60 kg) M               |
| Jens Lehmann | Ciclismo en pista     | Persecución ind. M             |
| Annett Neumann | Ciclismo en pista     | Velocidad ind. F               |
| Sabine Bau Annette Dobmeier Anja Fichtel-Mauritz Monika Weber Zita-Eva Funkenhauser                                                                   | Esgrima               | Florete por eqs. F             |
| Andreas Wecker | Gimnasia artística    | Barra fija M                   |
| Herbert Blöcker (Feine Dame) | Hípica                | Concurso completo ind.         |
| Isabell Werth (Gigolo) | Hípica                | Doma ind.                      |
| Equipo | Hockey sobre hierba   | Torneo F                       |
| Rıfat Yıldız | Lucha grecorromana    | 57 kg M                        |
| Heiko Balz | Lucha libre           | 100 kg M                       |
| Franziska van Almsick | Natación              | 200 m libre F                  |
| Dagmar Hase | Natación              | 200 m espalda F                |
| Jana Dörries Dagmar Hase Daniela Hunger Franziska van Almsick                                                                                         | Natación              | 4 × 100 m estilos F            |
| Ulrich Papke Ingo Spelly | Piragüismo            | C2 500 m M                     |
| Katrin Borchert Birgit Fischer Anke Nothnagel Ramona Portwich                                                                                         | Piragüismo            | K4 500 m F                     |
| Peter Hoeltzenbein Colin von Ettingshausen | Remo                  | Dos sin timonel (M2-) M        |
| Ralf Brudel Karsten Finger Uwe Kellner Thoralf Peters Hendrik Reiher (t)                                                                              | Remo                  | Cuatro con timonel (M4+) M     |
| Ingeburg Schwerzmann Stefani Werremeier | Remo                  | Dos sin timonel (W2-) M        |
| Steffi Graf | Tenis                 | Individual F                   |
| Steffen Fetzner Jörg Roßkopf | Tenis de mesa         | Dobles M                       |
| Bronce |                       |                                |
| Stephan Freigang | Atletismo             | Maratón M                      |
| Ronald Weigel | Atletismo             | 50 km marcha M                 |
| Kathrin Neimke | Atletismo             | Peso F                         |
| Karen Forkel | Atletismo             | Jabalina F                     |
| Sabine Braun | Atletismo             | Heptatlón F                    |
| Jan Quast | Boxeo                 | Minimosca (48 kg) M            |
| Andreas Wecker | Gimnasia artística    | Caballo con arcos M            |
| Andreas Wecker | Gimnasia artística    | Anillas M                      |
| Andreas Behm | Halterofilia          | 67,5 kg M                      |
| Manfred Nerlinger | Halterofilia          | +110 kg M                      |
| Matthias Baumann (Alabaster) Herbert Blöcker (Feine Dame) Ralf Ehrenbrink (Kildare) Cord Mysegages (Ricardo)                                          | Hípica                | Concurso completo por eqs.     |
| Klaus Balkenhol (Goldstern) | Hípica                | Doma ind.                      |
| Richard Trautmann | Judo                  | –60 kg M                       |
| Udo Quellmalz | Judo                  | –65 kg M                       |
| Jörg Hoffmann | Natación              | 1500 m libre M                 |
| Mark Pinger Dirk Richter Christian Tröger Steffen Zesner                                                                                              | Natación              | 4 × 100 m libre M              |
| Franziska van Almsick | Natación              | 100 m libre F                  |
| Kerstin Kielgaß | Natación              | 200 m libre F                  |
| Jana Henke | Natación              | 800 m libre F                  |
| Daniela Hunger | Natación              | 200 m estilos F                |
| Daniela Hunger Simone Osygus Manuela Stellmach Franziska van Almsick                                                                                  | Natación              | 4 × 100 m libre F              |
| Olaf Heukrodt | Piragüismo            | C1 500 m M                     |
| Jochen Lettmann | Piragüismo en eslalon | K1 M                           |
| Roland Baar Armin Eichholz Detlef Kirchhoff Bahne Rabe Frank Richter Hans Sennewald Thorsten Streppelhoff Ansgar Wessling Manfred Klein (t)           | Remo                  | Ocho con timonel (M8+) M       |
| Antje Frank Annette Hohn Gabriele Mehl Birte Siech | Remo                  | Cuatro sin timonel (W4-) F     |
| Sylvia Dördelmann Kathrin Haacker Christiane Harzendorf Cerstin Petersmann Dana Pyritz Annegret Strauch Ute Wagner Judith Zeidler Daniela Neunast (t) | Remo                  | Ocho con timonel (W8+) F       |
| Brita Baldus | Saltos                | Trampolín 1 m F                |
| Johann Riederer | Tiro                  | Rifle de aire 10 m M           |